# Record (enseigne)
Pour les articles homonymes, voir Record.
Record est une ancienne enseigne d'hypermarchés française.

## Historique
Record est fondée en 1967 par les Établissements Decré, sous la présidence d'Émile Decré. Le premier hypermarché Record est ainsi ouvert en 1967 à Saint-Herblain, au pied de l'immeuble du sillon de Bretagne.
Il s'agit alors du quatrième hypermarché de France et à l'époque du deuxième en taille avec ses 6 500 m2.
Le second Record est ouvert l'année suivante au Mans, par Jean-Claude Plassart, PDG des Comptoirs modernes, associé à parité avec les Établissements Decré au sein d'une structure nommée Sogramo (acronyme de Société des Grands Magasins de l'Ouest).
La société Genty-Cathiard ouvre aussi des hypermarchés Record avec notamment le tout premier de l'agglomération grenobloise à Saint-Martin-d'Hères le 21 août 1969.
Les ouvertures s'accélèrent ensuite rapidement.
En 1972, Decré cède la Sogramo à Carrefour.
Dans les années 1980, l'enseigne est exploitée par la Société européenne de Supermarchés, qui sera rachetée par le groupe Cora, en Alsace et Lorraine, et par le groupe Arlaud (qui deviendra Hyparlo) principalement en Auvergne et Rhône-Alpes.
Le dernier hypermarché Record, celui de Grosbliederstroff, est ouvert jusqu'en 2022, année où il est remplacé par Cora, ce qui entraîne la disparition définitive de l'enseigne,.